# Brihadratha Maurya
Brihadratha Maurya (IAST: Brihadratha Maurya) est le dernier souverain de l'Empire maurya. Il a régné de 187 à 180 av. J.-C environ. Il a été tué par un de ses généraux, Pushyamitra Shunga, qui fonde par la suite la Dynastie Shunga. 
Les territoires maurya, autour de la capitale Pataliputra, avaient considérablement rétréci entre l'époque d'Ashoka et le règne de Brihadratha.

## Règne
Selon les Purana, Brihadratha a succédé à Shatadhanvan et régné pendant sept ans.

## Usurpation du pouvoir par Pushyamitra Shunga
Brihadratha Maurya a été tué en 180 et le pouvoir usurpé par son général, Pushyamitra Shunga, qui a ensuite occupé le trône et établi l'Empire Shunga.

## Invasion de Démétrios Ier
En 180 avant notre ère, l'Inde du nord-ouest (actuellement, des régions de L'Afghanistan et du Pakistan) a été attaquée par le roi Gréco-Bactrien Démétrios, qui gouvernait depuis la Vallée de Kaboul et des parties du Pendjab. Le Yuga Purana dit que l’armée Yavana, dirigée par le roi Dharmamita (Démétrios), envahit des territoires indiens et, après l'occupation de la région de Panchala et des villes de Saket et Mathura, a finalement capturé Pataliputra. Vite, cependant, ils ont dû repartir pour la Bactriane pour livrer une bataille féroce (probablement le conflit entre Eucratide Ier et Demetrios). L'invasion par les Yavana (les Indo-Grecs) est décrite par la Yuga Purana de façon assez détaillée, et des conflits entre les Grecs et les Shungas sont rapportés dans les sources indiennes.